# Rhodostemonodaphne curicuriariensis
Rhodostemonodaphne curicuriariensis är en lagerväxtart som beskrevs av Madriñán. Rhodostemonodaphne curicuriariensis ingår i släktet Rhodostemonodaphne och familjen lagerväxter. Inga underarter finns listade i Catalogue of Life.